# Isole Vergini Americane ai Giochi della XXVII Olimpiade
Le Isole Vergini Americane parteciparono ai Giochi della XXVII Olimpiade, svoltisi a Sydney, in Australia, dal 15 settembre al 1º ottobre 2000, con una delegazione di 9 atleti impegnati in cinque discipline.